# دریاچه چول
دریاچه چول (ترکی استانبولی: Çöl Gölü) یک دریاچه در استان آنکارای کشور ترکیه است.